# Boniswil
Boniswil é uma comuna da Suíça, no Cantão Argóvia, com cerca de 1.384 habitantes. Estende-se por uma área de 2,78 km², de densidade populacional de 498 hab/km². Confina com as seguintes comunas: Birrwil, Hallwil, Leutwil, Seengen.
A língua oficial nesta comuna é o Alemão.